# Gråpoto
Gråpoto (Nyctibius griseus) är en fågel i familjen potoer.

## Utseende och läte
Potoer är udda nattlevande fåglar som ser ut som en blandning av en uggla och en nattskärra, med stort huvud och mycket stora gula ögon. Fjäderdräkten är övervägande gråbrun med spräckligt mönster. Mindre storlek och svart mustaschstreck skiljer den från större poto. Sången består av en sorgsam serie med fallande visslingar.

## Utbredning och systematik
Gråpoto delas in i två underarter med följande utbredning:
- Nyctibius griseus panamensis – förekommer från östra Nicaragua och sydvästra Costa Rica till Panama och nordvästra Sydamerika, väster om Anderna till nordvästra Peru och österut till nordvästra Venezuela
- Nyctibius griseus griseus – förekommer från Colombia till Guyanaregionen, Trinidad, Tobago, Brasilien och norra Argentina

## Levnadssätt
Gråpoton hittas i öppna skogsmiljöer med spridda träd, som skogsbryn, flodkanter eller vägrenar. Där jagar den insekter nattetid genom utfall från en exponerad sittplats. Dagtid vilar den sittande på en kvist och kan då vara svår att få syn på med sin kamouflagefärgade fjäderdräkt. 

## Status och hot
Arten har ett stort utbredningsområde, men tros minska i antal, dock inte tillräckligt kraftigt för att den ska betraktas som hotad. Internationella naturvårdsunionen IUCN listar arten som livskraftig (LC). Beståndet uppskattas till i storleksordningen en halv till fem miljoner vuxna individer.

## Bilder

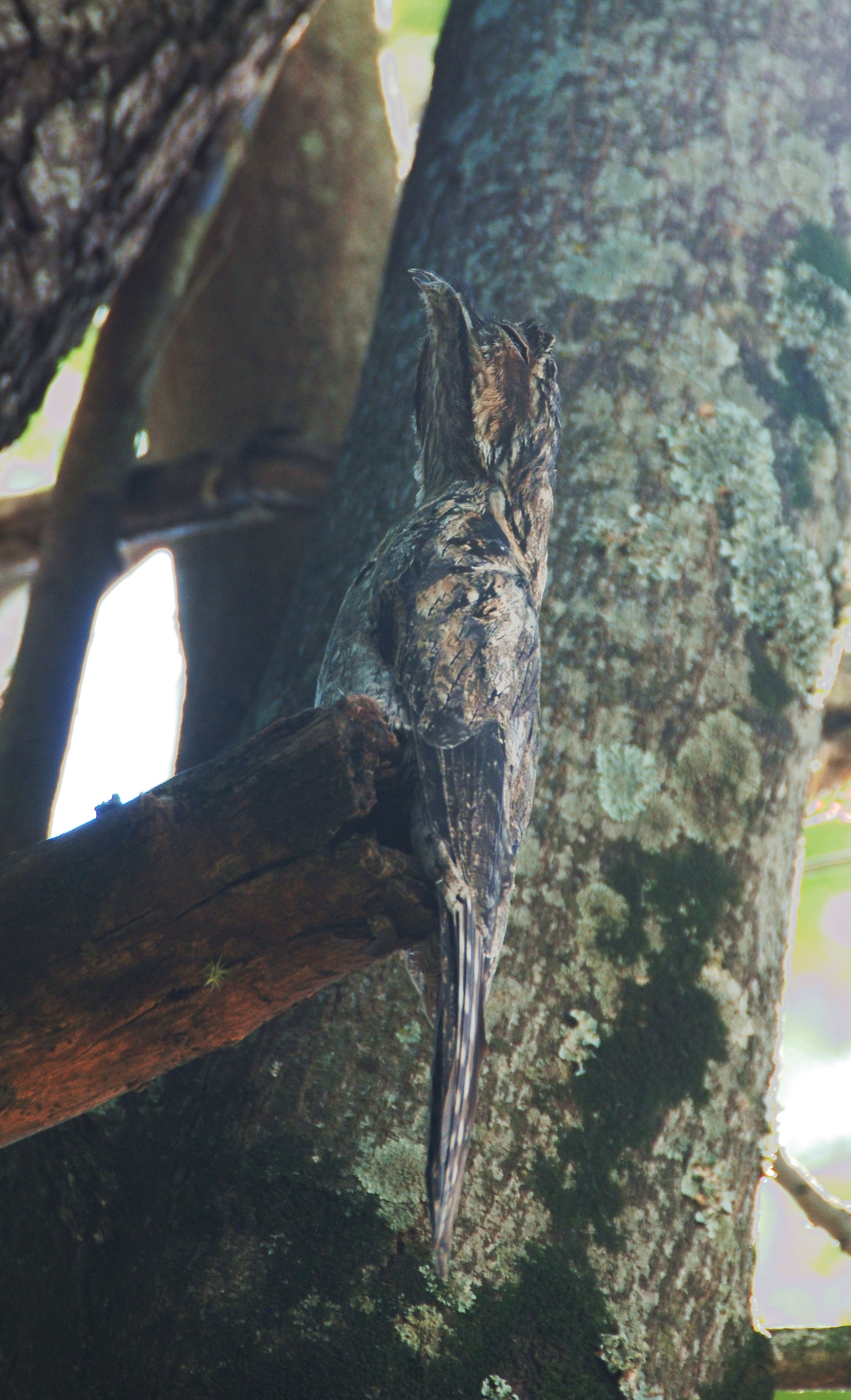
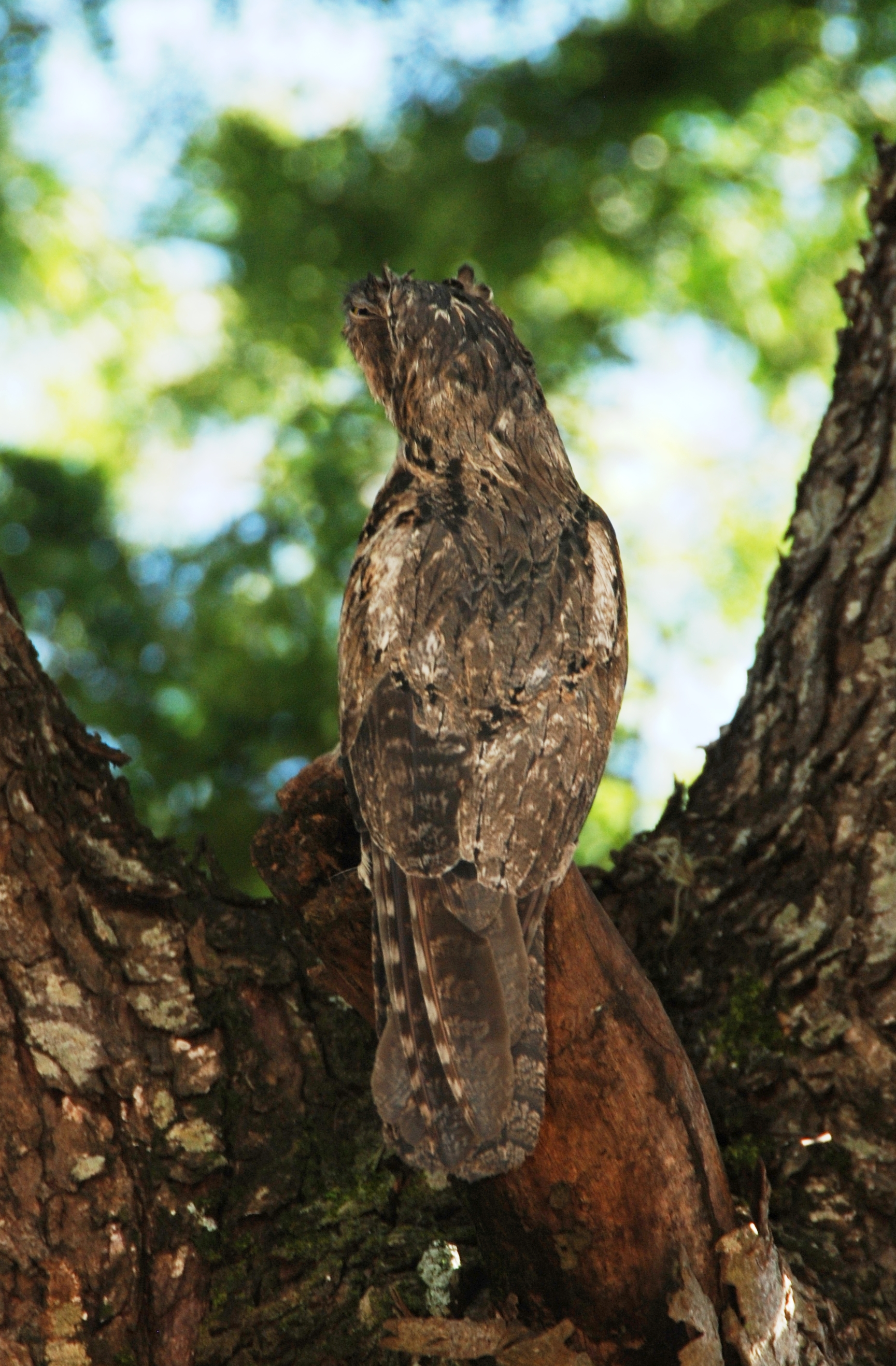
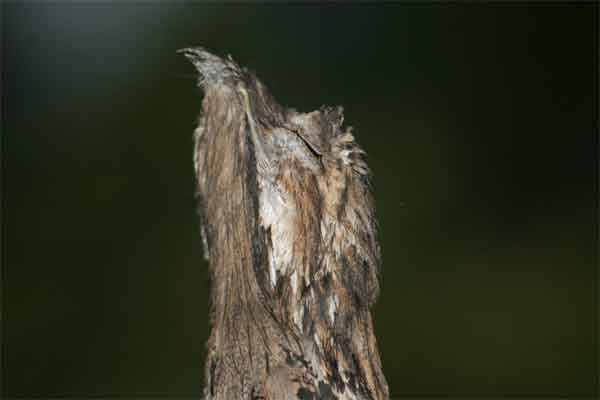
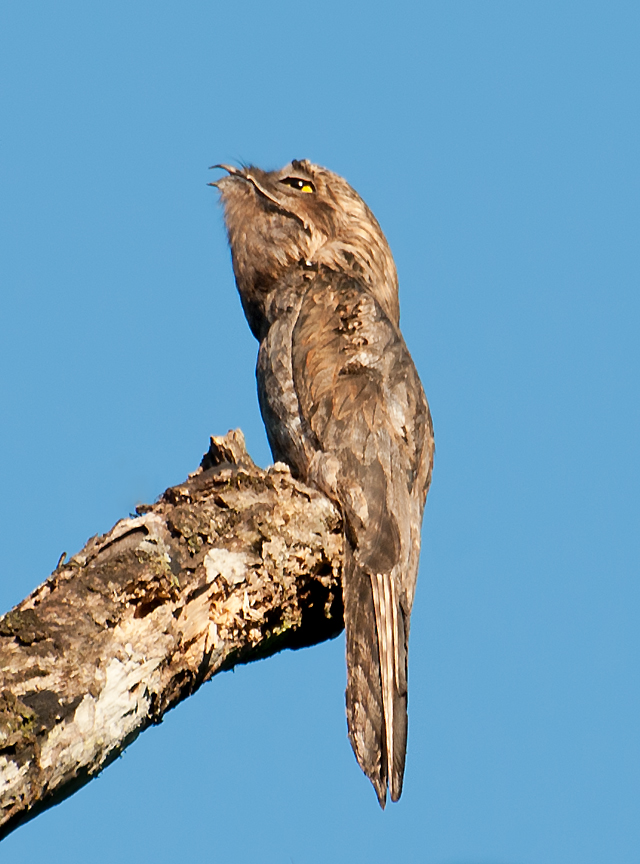